# Batalla de Anghiari
La batalla de Anghiari tuvo lugar el 29 de junio de 1440 entre las tropas milanesas de los Visconti y una coalición guiada por la República de Florencia, que comprendía también Venecia y el Estado Pontificio.

## La batalla
El ejército de la coalición concentrado en los alrededores del pequeño pueblo de Anghiari reunía a 4000 soldados del Papa, guiado por el cardenal Ludovico Trevisano, un contingente similar florentino, y una compañía de 300 caballeros de Venecia, guiados por Micheletto Attendolo. A estas tropas se unieron voluntarios de Anghiari.
Las fuerzas milanesas, numéricamente inferiores (habiándose declarado 9000 contra 1100), eran guiadas por Niccolò Piccinino y llegaron a la zona de conflicto la noche del 28 de junio. A ellos se unieron otros 2000 hombres de la ciudad de Sansepolcro. Confiando en el elemento sorpresa, Piccinino ordenó un ataque para la tarde del 29 de junio, pero el polvo levantado por el camino entre Sansepolcro y Anghiari alertó a Attendolo, que se preparó para la batalla.
Los caballeros venecianos bloquearon la avanzada milanesa sobre el único puente a través del canal que protegía el campamento de la coalición. Attendolo y los venecianos guardaron el puente, permitiendo a la mayor parte del ejército de la coalición prepararse para el encuentro, pero fueron obligados a retroceder por los refuerzos de los milaneses. Estos avanzaron pero su flanco derecho fue tomado por las tropas papales y obligado a retroceder sobre el puente. La batalla prosiguió por cuatro horas, hasta que una maniobra de acercamiento acabó con un tercio de las tropas milanesas en el lado toscano del canal. La batalla siguió durante la noche y terminó con la victoria de la coalición.
Este conflicto fue descrito por Maquiavelo, y debe su notoriedad a la obra representada por Leonardo da Vinci en el Palazzo Vecchio (Florencia, Italia) que, aunque se considere perdida, hay copias de Rubens y de Biagio Antonio (de la escuela de Paolo Ucello).

## La batalla de Anghiari de Leonardo da Vinci
Los dos grandes genios del Renacimiento, Leonardo y Miguel Ángel, tuvieron un encargo, en abril de 1503, por parte del gonfalonero Pier Soderini, de pintar un fresco en el Salón del Consejo del Palazzo Vecchio de Florencia. Ambos debía representar dos victorias florentinas: la batalla de Anghiari y la de Cascina. La pared de la izquierda se reservó a Miguel Ángel y la derecha a Leonardo. Ambos frescos debía medir 7 x 17 metros.